# Daleiden
Daleiden település Németországban, Rajna-vidék-Pfalz tartományban. Lakosainak száma 935 fő (2023. december 31.). Daleiden Dasburg és Dahnen községekkel határos.

## Népesség
A település népességének változása:
| Lakosok száma | 690  | 850  | 845  | 886  | 938  | 935  |
|               | 1975 | 2017 | 2019 | 2021 | 2022 | 2023 |